# 죽은 왕녀를 위한 파반느

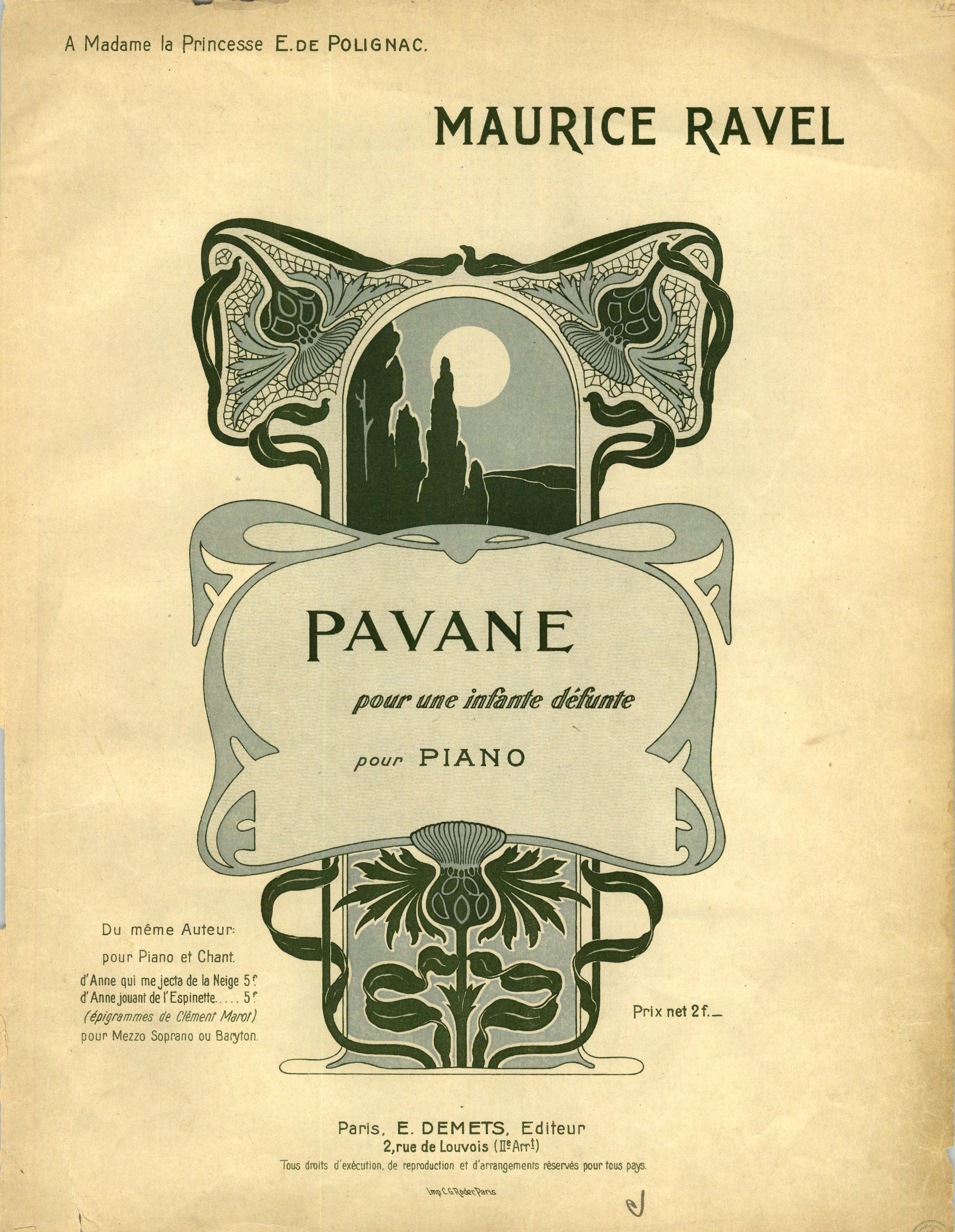
Pavane pour une infante défunte

《죽은 왕녀를 위한 파반 M.19》(프랑스어: Pavane pour une infante défunte)은 프랑스의 작곡가 모리스 라벨의 피아노곡이다. 이 곡은 1899년, 라벨이 파리 음악원에서 가브리엘 포레에게 작곡 수업을 받을 때에 만들어졌고 거의 10년 후인 1910년, 라벨 자신이 관현악용으로 편곡했다.

## 작곡 배경과 영향
라벨은 이 곡에 대해 '옛 스페인의 궁전에서 작은 왕녀가 춤을 췄을것 같은 파반느에 대한 기억'이라고 말하였다. 이 곡에 대해 사람들은 라벨이 실제로 죽은 왕녀를 기리기 위해 파반느를 만들었는지에 대해 논쟁을 하였는데 라벨은 프랑스어 제목에 들어가있는 단어 중 'infante'랑 'défunte'의 발음이 비슷하여 이와 같이 이름을 지었다고 하였다.
이 곡은 1902년 4월 5일 라벨의 친한 친구이자 피아니스트 리카르도 비녜스에 의해 초연되었다. 그 당시 비평가들은 이 곡에 대해 좋은 반응을 보였으며 이로 인해 라벨은 작곡가로서 유명해지는 계기가 되었다. 하지만 라벨 자신은 이 곡이 '형식적으로 빈약하고 에마뉘엘 샤브리에의  너무 돋보인다'라고 했으며 별로 좋아하지 않았다고 한다.

## 곡의 구성과 특징
이 곡은 사장조로 시작하며 론도 형식인 A-B-A-C-A를 따르고 있다.
이 곡에서 라벨은 전보다 대담한 화성을 사용하며 7화음, 9화음 등을 많이 사용한다. 또 인상주의 음악의 특징인 병행이나 불규칙한 마디구조, 교회선법 등의 특징들도 이 곡 안에 들어있다.

## 관현악곡 편곡판 악기 편성
플루트2, 오보에, 클라리넷(내림 나)2, 바순2, 호른2, 하프, 제1·2바이올린, 비올라, 첼로, 더블베이스